# Guaca (kommun)
Guaca är en kommun i Colombia.   Den ligger i departementet Santander, i den centrala delen av landet, 290 km nordost om huvudstaden Bogotá. Antalet invånare är 6 916.